# Obecná psychologie
Obecná psychologie patří mezi základní psychologické disciplíny. Zpracovává základní teoretické otázky a udává základ pro aplikované obory psychologie.

## Základní pojmy obecné psychologie
- Psychika (mysl, ang. mind) lze jí definovat jako souhrn duševních dějů během celého lidského života, a že se jedná o schopnost živých organismů odrážet svými stavy okolní skutečnost. Psychika má biologický základ, je vybavena funkcemi, které umožňují plnit biologické cíle. Mnozí psychologové tvrdí, že si uvědomujeme pouze jen její malou část. Psychika má dvě významné kategorie a to vědomí a nevědomí. V současné době rozlišujeme:
  - psychiku senzomotorickou (odráží rozdílné vlastnosti prostředí)
  - percepční (z ang. perception tedy vnímání) (odráží složité jevy)
  - intelektuální (postihuje vzájemné vztahy a zákonitosti, jde tedy o souhrn duševních obsahů a funkcí člověka).* Receptory - "čidla", které nám umožňují přijímat a transformovat podměty na vzruchy, nachází se ve smyslových orgánech
- Psychické jevy jsou základní charakteristiky lidského myšlení, relativně popsatelné odrazy subjektivní i objektivní reality v psychice člověka. Lze je rozdělit na relativně trvalé psychické vlastnosti, krátkodobé psychické stavy a elementární procesy. Ty všechny pak nabývají psychických obsahů, které mohou být například emocionální (city, pocity, afekty, nálady), motivační (morálka, záměry, chtění, přání), kognitivní (samotné vnímání, představy, sny, vzpomínky, myšlení, vědomosti) a další.
- Vnímání - je proces získávání syrových informací z vnějšího i vnitřního prostředí a jejich transformování do nervových impulzů, které se dostávají do mozku.
- Prožívání vnímáme jako sled uvědomovaných psychických zážitků duševního obsahu. Rozum, cit a vůle se obecně považují za tři hlavní složky prožívání. Proto má každý psychický prožitek tři složky, a to poznávací, citovou a motivační, které probíhají při různých stupních jasnosti vědomí nebo bdělosti.
- Počitek - výsledek čití, je to nejelementárnější forma lidské psychiky, která vzniká přímo na analyzátorech. Ty se skládají z receptorů.
- Transdukce - proces, při kterém se fyzikální energie mění na senzorické nervové impulzy(vzruchy) (např. na oko působí světlo, které je receptory přeměněno na nervový impulz(vzruch), ten pokračuje do mozku ke zpracování)
- Chování vnímáme jako jakoukoliv vnější činnost, tedy tělesnou aktivitu, jíž lze snadno pozorovat, zaznamenávat nebo měřit (mimika, gestikulace, zvýšení krevního tlaku, slinění). Jedná se tedy o souhrn vnějších projevů, činností jednání a reakcí organismu. Na molekulární úrovni je řízeno hypotalamem a limbickým systémem. Rozlišujeme chování volní (úmyslné, záměrné), které vede k určitému jednání a aktivitě a je řízeno vědomým záměrem, a mimovolní (bezděčné) vesměs se jedná o nepodmíněné reflexy anebo vrozené automatismy.
  - Molekulární chování – např. změny krevního tlaku
  - Molární chování – účelná aktivita (většinou učení) s cílem dosáhnout cíle (převážně nasycení, ukojení, apod.)
  - Chování verbální – zahrnuje řeč, volní
  - Chování neverbální – zahrnuje vzájemné vztahy, mimovolní
  - Vztahové dimenze – stupeň intimity a moci

## Senzorické procesy, vnímání (čití)
Celý proces vnímání zahrnuje putování impulzu od původního smyslového receptoru (chuťové, hmatové buňky apod.) dostředivými (aferentními) nervy až do příslušné senzorické oblasti v mozku, kde teprve vzniká vědomý zážitek vjemu. Některé vjemy však vůbec nemusí být vědomé, přestože jinak ovlivňují myšlení člověka (např. čichové vjemy). Základní vlastností receptorů je senzitivita (citlivost) vůči změnám vnitřního a vnějšího prostředí.

### Vlastnosti vnímání
Absolutní podnětový práh udává rozsah intenzity podnětu, který je smyslovými receptory zachytitelný (při této intenzitě začíná docházet ke vzruchu receptoru).
Dolní podnětový práh je nejnižší intenzita podnětu:
- Zrak: ve tmě lze vidět plamen svíčky ve vzdálenosti 50 km
- Sluch: v místnosti můžeme slyšet tikot hodinek ve vzdálenosti 6 m
- Chuť: poznáme 1 gram soli v 500 litrech vody
- Hmat: ucítíme pád včelího křídla na tvář z výšky 3 cm

Horní podnětový práh naopak udává nejvyšší intenzita podnětu, která působí na naše receptory a stále vyvolává počitek. Při presažení tohoto prahu podnět buď nevnímáme, anebo jej vnímáme jako bolestivý.
Rozdílový podnětový práh je přitom nejmenší rozdíl mezi dvěma podněty různé intenzity, který vede ke vzniku dvou počitků (nejmenší rozlišitelný rozdíl). Rozdílový podnětový práh se řídí Weberovým zákonem: čím vyšší intenzitu má počáteční podnět, tím větší změna musí nastat, abychom si uvědomili změnu. Ten platí jen pro střední hodnoty, nikoliv pro extrémy.
Síla vjemu není přímo úměrná intenzitě působící fyzikální veličiny a pro každý smysl platí poněkud odlišný vztah. Weberův–Fechnerův zákon platí například pro sluch či zrak a definuje, že intenzita počitku je přímo úměrná logaritmu intenzity podnětu:
- Pro světlo platí, že se intenzita podnětu musí změnit o 1 %
- Pro chuť platí, že se intenzita podnětu musí změnit o 20 %

Senzorická adaptace je fyziologický jev, který nemůžeme vědomě ovlivnit. Tento jev je přizpůsobení se změněným podmínkám. Jedním z příkladů je adaptace očí na světlo nebo na tmu.
Habituace je tendence přivyknout si na podnět a dále již ho nevnímat. Habituaci můžeme ovlivnit naší vůlí. Učíme se nereagovat na podněty. Opakem je dishabituace.
Dalším jevem, souvisejícím s vnímáním, je transdukce. Mozek reaguje toliko na elektrochemické nervové impulzy. Každý z receptorů musí příslušné podněty přeložit do nervových signálů, které jsou aferentními nervovými drahami přiváděny do mozku. Nervové vzruchy ze všech smyslových orgánů (mimo nosních, ty směřují do tzv. čichového bulbu pod čelními laloky) se orientují do talamu (zadní části mezimozku).

### Zrak
Zrak slouží k optickém vnímání tohoto světa. Díky němu rozeznáváme světlo, tmu, barvy, tvary a prostor. Pro člověka je to nejdůležitější smysl, protože 80 % informací vnímáme zrakem[zdroj?].
Stavba oka: rohovka, duhovka, zornice, čočka, sítnice.
V sítnici se nacházejí tyčinky (cca 120 milionů - černobílé vidění) a čípky (cca 7 milionů - barevné vidění) 

Dvě hlavní teorie barevného vidění:
- Young-Helmholtzova trichromatická teorie - založena na existenci 3 druhů čípků, z nichž každý druh obsahuje fotosenzitivní pigment (iodopsin) citlivý na jinou vlnovou délku viditelného světla odpovídající 3 základním barvám: červené (iodopsin-L), zelené(iodopsin-M) a modré (iodopsin-S). Vjemy všech ostatních barev jsou kombinací tří základních počitků.

- Heringova teorie protikladných procesů (oponentního procesu) - teorie protibarev - tato teorie je založena na existenci třech základních recepčních jednotek v sítnici složených z dvojice čípku a bipolární buňky a vzájemně reagujících odlišně (negativně nebo pozitivně) na vlhové délky protikladné dvojice barev: červené-zelené, žluté-modré. Třetí proces černá-bílá nenese informaci o barvě ale pouze o intenzitě světla.

Obě teorie se vzájemně doplňují - trichromatická vysvětluje funkci fotoreceptorů, teorie protibarev funkci buněk za fotoreceptory.
Pokud má člověk všechny tři typy čípků, vnímá správně všechny barvy a mluvíme o normální trichromázii. Pokud chybí jeden typ čípků mluvíme o dichromázii (protanopie - vada čípků citlivých pro červenou a postižený jedinec se nazývá protanop, deuteranopie - pro zelenou - deuteranop, a vzácná tritanopie - tritanop pro modrou barvu). Dichromázii se též říká daltonismus po Johnu Daltonovi, který vadou trpěl a vědecky ji vysvětlil. Vada bývá většinou jen částečná a pak mluvíme anomální trichromázii (protanomálie, deuteranomálie či tritanomálie). Úplná ztráta vnímání barev se nazývá monochromázie spojená většinou s dalšími vývojovými anomálemi zrakového orgánu.

### Hmat
Je to soubor několika různých receptorů v kůži.
Druhy receptorů v kůži:
- Meissnerova tělíska - slouží k cítění doteku na kůži
- Vater-Pacciniho tělíska - slouží k cítění tlaku na kůži
- Ruffiniho tělíska - slouží k cítění tepla na kůži
- Krauseova tělíska - slouží k cítění chladu na kůži

Další senzorické procesy Sluch, Chuť.

## Vnímání (percepce)
Proces příjmu a zpracování informací z okolí pomocí smyslových orgánů (receptorů). Výsledkem je VJEM; souhrn vlastností předmětu, který působí na naše smysly
Dvě hlavní teorie:
- Gibsonova ekologická teorie vnímání (teorie zespodu - nahoru : přímá)

Tato teorie říká, že k vytvoření vjemu nám stačí jen ty informace, které přicházejí z receptorů.
- Konstruktivistická teorie (shora-dolů)

Tato teorie říká, že k vytvoření vjemu se podílí, krom informací z receptorů, i inteligence, myšlení, naše minulé zkušenosti a další.
Percepční obrana - snížená schopnost vnímat (tuto obranu může způsobit nějaké trauma)
Apercepce - vnímání na základě zkušenosti (objekt, který jsme viděli už dřív, rychleji poznáme)
Pareidolie (Rorschachův test) - vnímání skvrn nebo oblaků jako nějaké objekty, lidi, zvířata a nebo bytosti
Poruchy vnímání:
- agnozie - druh slepoty, kdy oči jsou v pořádku, ale nefunguje zrakové centrum v mozku
- prozopagnozie - postižený člověk nedokáže rozeznávat tváře
- halucinace - člověk vidí nebo slyší věci, které ve skutečnosti neexistují

## Vědomí
Vědomí je obsah mysli, který si člověk dokáže vybavit. Podle W. Wundta jde o všeobecné spojení duševních zážitků. Dnešní autoři vědomí nahrazují pojmy zkušenost, zážitek nebo chování. Vědomí nezahrnuje ale jen sledování prostředí (vnitřního a vnějšího), ale i ovlivňování prostředí.
Vědomí tedy zahrnuje sledování a ovládání.
- Sledování sebe samého a svého okolí tím způsobem, že si vjemy, vzpomínky a myšlenky reflektovaně reprezentujeme.
- Působení na sebe samé a své okolí tak, že jsme schopni zahajovat a ukončovat své chování a kognitivní aktivity.
- Vědomí nejen sleduje probíhající chování, ale hraje svou úlohu i při řízení a ovládání tohoto chování.

Můžeme chápat dvěma způsoby:
1. V užším slova smyslu: momentální psychický stav, který odpovídá biologické aktivaci mozku (vnímám, vím o sobě), opakem je bezvědomí. Vědomí v užším slova smyslu můžeme dělit podle míry aktivity do několika stupňů:
  1. stres, ohrožení, silné emoce, krize- nejvyšší míra aktivace
  2. bdělá pozornost- nejlepší vnímání, paměť i myšlení
  3. denní snění, stav relaxace- nezbytné pro zachování psych. zdraví
  4. spánek
  5. klinická smrt, bezvědomí
2. v širším slova smyslu: synonymem je EGO = vše, co o sobě vím, vzpomínky, představy, kontakt s realitou, plány do budoucna, obraz sebe sama- SEBEPOJETÍ, emoce, prožitky

Vigilita - tento termín označuje stav bdělosti a připravenost zpracovávat informace
Jedna z přirozených změn vědomí je spánek. Spánek je důležitý pro čerpání a obnovu sil a konsolidaci informací. Deprivace spánku může vést k vyčerpání. Cirkadiánní cyklus - typický cyklus potřeby střídání bdění a spánku (biologické hodiny)

## Spánek
Spánek je celkový útlum činnosti ústředního nervstva provázený snížením intenzity většiny životních pochodů. Spánek má zejména význam především pro učení, paměť a schopnost soustředění. Spánek se skládá ze dvou cyklů označovaných jako spánek REM (rapid eye movement) a spánek nREM (Non Rapid eye movement).

### Fáze spánku
- uvonění, relaxace (alfavlny)
- usínání (thetavlny) - v této fázi se dá člověk lehce probudit
- lehký spánek (deltavlny) - spánková vřeténka
- hluboký spánek (deltavlny) - klesá dechová a srdeční frekvence (NREM fáze)
- hluboký spánek (betavlny) - zdají se sny, ale tělo je zcela uvolněné,přidávají se oční pohyby (REM fáze)

Lidské tělo potřebuje dosáhnout REM fáze z důvodů, že jeho deprivace může způsobit úzkost, podrážděnost a poruchy paměti. REM fáze proběhne 4-5x za noc, délka trvání jedné fáze je 10 minut až hodina, poté se navrací do NREM.

### Poruchy spánku
- insomnie - nespavost
- somnambulismus - náměsíčnost
- hypersomnie (narkolepsie) - zvýšená spavost
- spánková apnoe - dušení ve spánku

### Sny
Snění je stav změněného vědomí, ve kterém se obrazy uchovávané v paměti a fantazie dočasně mísí s událostmi vnější reality. Méně rozumíme tomu, proč sníme, než tomu, co se nám zdá. Každý má sny, i přesto, že si své sny ráno neumí vybavit. Snové představy, častěji zrakové než sluchové, bývají velmi živé, že bývá často narušeno testování reality.
Jan Evangelista Purkyně (kniha: O spánku, snech a stavech příbuzných) dokazuje osvěžující a léčivou funkci snů pro duševní rovnováhu.
Další významné psychologické teorie snění vytvořili především psychodynamičtí a kognitivní psychologové.

#### Fyziologické hledisko snění
Lidský mozek je dynamický celek, schopný vytvářet a generovat a následně analyzovat své vlastní informace.
Robert W. McClarkey a A. Allan Hobson jsou autory hypotézy aktivace – syntéza, podle níž snění reprezentuje subjektivní uvědomění a interpretaci neuronální aktivity ve spánku. Aktivační stadium – před započetím REM fáze mozek sám sebe zapíná automaticky asi po 90 minutách spánku pomocí neuronů, jež jsou součástí retikulárně-aktivačního systému. Syntetické stadium – samočinně aktivovaný mozek náhodné nervové signály interpretuje. Syntéza probíhá v mozkové kůře, která je odpojena od vnějšího světa a proto nemůže svou činnost testovat na základě senzorických podnětů. Neokortex se tak pokouší z nervových vln a signálů vytvořit nejlepší možný příběh.

#### Psychodynamické hledisko snění
Psychologické interpretace snů sahají do nejhlubší historie lidstva (Mojžíšovy sny, Jákobovy sny, Josefovy sny apod.). Podle Freuda jsou sny „královskou cestou do nevědomí“ (kniha: Výklad snů vyd. 1900). Latentní (skrytý) obsah snu jsou vytěsněná přání do nevědomí, se formou snu zjevují a snově se realizují. Manifestní (zjevný) obsah snu je korigován snovou cenzurou, jež chrání snícího před vyjádřením nevědomých přání, které by vyvolávalo anxietní (tzn. chorobně úzkostné) stavy. Snová práce - jejím úkolem je zamaskovat a zakódovat nevědomý materiál takovým způsobem, aby byl schopen vejít do vědomí.
Sen nás může upozornit na něco skrytého v našem bdělém životě. Sen má také kompenzační funkci, živé sny nás mohou upozornit na jednostranný pohled na život (nebo situaci).

#### Kognitivní hledisko snění
Sny jsou pouhé vedlejší produkty zpracování informací, a tudíž nemají žádný psychologický význam. Christopher Evans tvrdí, že vždy jde o mentální úklid a jedná se o bezesmyslný šum vyvolaný nervovým systémem nebo periodickou kontrolu nervových okruhů.

## Pozornost
Pozornost je schopnost vybírat určité informace za účelem podrobnější analýzy za současného ignorování jiných informací. Pozornost je úzce spjata se selekcí vnímání. Proces, jehož prostřednictvím si vybíráme podněty, se nazývá selektivní pozornost. Selektivní pozornost je proces, jehož prostřednictvím některé podněty vybíráme k dalšímu zpracování a některé ignorujeme. V případě zraku jsou základním prostředkem pro zaměřování pozornosti oční pohyby. Většina očních fixací je zaměřena na nejvíce informací pozorované scény. Většinou jsme schopni selektivního poslouchání s využitím vodítek, jako je směr zdroje zvuku a hlasová charakteristika mluvčího.
Kvalita pozornosti závisí na úrovni aktivace. Pozornost je výběrová, soustředíme se vždy na jednu činnost nebo jeden objekt, dokážeme ale pozornost přenášet z jedné činnosti na druhou.
- Bezděčná pozornost – je podnícena změnou v prostředí (např. zvuk, světlo apod.), upoutávají ji také podněty, které se ukázaly jako důležité v průběhu života. Je rychle upoutána a také rychle pomíjí. Typickým příkladem je Fenomén koktejlové párty, tedy schopnost zachytit důležitou informaci i v hlučném prostředí (například své jméno vyřčené právě v hlučné zábavě).
- Záměrná pozornost – slouží k realizaci dlouhodobé činnosti, je závislá na cíli a volním úsilí. V průběhu dětství a mládí se prodlužuje doba pozornosti, ale ani v dospělosti není neomezená, protože by mohlo dojít k přetížení organismu. Soustředěná pozornost vyžaduje splnění několika podmínek: motivace, přestávky v činnosti, příp. střídání různých činností, vysokou aktivační úroveň, návyk soustředěného věnování se činnosti apod.

Vlastnosti pozornosti:
- selektivita
- koncentrace
- distribuce (rozdělování)
- kapacita
- stabilita

## Paměť
Pomocí paměti jsme schopni si uchovávat informace pro pozdější použití.
Fáze zapamatovávání:
- štípení (kódování) - v této fázi ukládáme do paměti informace, většinou pomocí opakování a nebo spojení se známými věcmi.
- uchování (nebo také zapomínání) - při uchování dochází k vytvoření paměťové stopy (engram), kde informace zůstávají po nějaký čas uloženy a v případě že je dlouhou dobu nebude používat, tak se paměťová stopa začne ztrácet a dojde k zapomínání
- vybavení - vzpomínky nebo informace se nám mnohdy vybavují spontánně, mohou se nám vybavit i nepříjemné vzpomínky proti naší vůli. Druhou možností vybavení vzpomínek je,že při vybavování vynaložíme určité úsilí. Může také dojít k tzv. rekognici (poznání)

Zapomínáním a způsoby uchovávání v paměti se zabýval německý psycholog a filosof Hermann Ebbinghaus, který také vytvořil křivku zapomínání.
Druhy paměti:
- krátkodobá (maximální počet prvků uložený do této paměti je +/-7)
- dlouhodobá (trvalý paměťový systém)

Rozdělení paměti:
- deklarativní (pro fakta) - např. co jsem dělal včera, učení do nějakého předmětu do školy
- nedeklarativní (pro úkony) - jízda na kole, řízení automobilu

Amnézie - ztráta deklarativní paměti, může být způsobeno traumatem

## Myšlení
Myšlení je jednou z kognitivních vlastností člověka. Neexistuje jednotná definice, která by obsáhla vše, co k myšlení patří. Je to velmi složitý proces, který je úzce spojen s krátkodobou pamětí a nejčastěji ho lidé používají k řešení problémů.
Myšlení má různé druhy, formy, operace a vlastnosti.

### Myšlenkové operace
- Analýza

Rozdělení problému na malé části, které pak jednu po jedné zkoumáme.
- Syntéza

Sjednocení malých částí problému do jednoho celku, který pak zkoumáme.
- Indukce

Obecné vyvozování tvrzení z více případů.
- Dedukce

Aplikace poznatků na konkrétní příklad (opak indukce).
- Analogie

Zkoumáme problém na základě známého schématu.
- Konkretizace [zdroj⁠?!]

Hledání jedinečnosti
- Abstrahování [zdroj⁠?!]

oddělení důležitého od nedůležitého
- Generalizace [zdroj⁠?!]

zobecňování, hledání společných znaků

### Formy myšlení
- Pojem
- Soud (mezi více pojmy)
- Úsudek (mezi více pojmy a soudy)

### Vlastností myšlení
- Hloubka myšlení

Jak moc se zaměříme na ty nejmenší detaily.
- Šířka myšlení (Obsažnost)

S kolika informacemi můžeme najednou pracovat.
- Přesnost myšlení (Logičnost)

Důslednost a srozumitelnost při řešení.
- Pružnost myšlení

Zdali jsme schopni přizpůsobovat se novým postupům při řešení.
- Rychlost myšlení (opakem pomalost myšlení)

Jak rychle dokážeme problém správně a přesně vyřešit.

### Druhy myšlení
- Praktické myšlení
- Konkrétně názorné myšlení
- Abstraktní myšlení

Potřebné pro práci se symboly.
- Konvergentní myšlení (sbíhavé)

Řešení problému pomocí již známých postupů (výborné pro matematiku).
- Divergentní myšlení (rozbíhavé)

Hledání nových způsobů jak řešit problém (toto myšlení hodně souvisí s fantazií).

## Emoce
Jsou komplexní stav, který vzniká při reakci na určité podněty. Cit je subjektivní prožitek, zatímco emoce jsou širší pojem.
Složky emoce:
- subjektivní prožitek
- tělesná reakce
- kognitivní hodnocení
- výraz obličeje
- reakce na emoci
- tendence k jednání

Dělení emoce z hlediska intenzity a délky trvání:
- afekty - silné ale krátkodobě trvající
- nálady - slabší ale dlouhotrvající
- vášně - dlouhodobé a silné

Deprivace - dlouhodobé neuspokojování potřeb v adekvátní míře(strádání)
Frustrace - zklamání z důvodů znemožnení dosáhnutí cíle kvůli nějakému problému